# Malcolm Pyrah
Malcolm John Pyrah (* 26. August 1941 in Nottingham) ist ein ehemaliger britischer Springreiter.

## Karriere
Pyrah erreichte bei vier Weltmeisterschaften Medaillenränge. 1978 siegte er in Aachen mit Law Court im Einzel. In Dublin gewann er
1982 mit Anglezarke Silber im Einzel und Bronze mit der britischen Mannschaft. Wiederum mit Anglezarke gewann er 1986 mit der Mannschaft Silber in Aachen.
Auch bei Europameisterschaften war er mit Anglezarke mehrfach erfolgreich. Mit dem britischen Team gewann er 1979 auf Anglezarke die Goldmedaille und 1981 im Einzel die Silbermedaille. Gemeinsam mit der britischen Mannschaft holte er 1983 die Silbermedaille. 1985 und 1987 gewann er mit der britischen Mannschaft zweimal die Goldmedaille im Springreiten.
1981 siegte er im Großen Preis von Aachen. 1982 gewann er den Großen Preis von Spruce Meadows. 1988 nahm er an den Olympischen Spielen in Seoul teil.

## Privates
Pyrah ist verheiratet und hat eine Tochter.

## Pferde
- Law Court
- Anglezarke

## Erfolge
- Gewinner des Weltcup-Finales
- Bester Springreiter des Jahres – Horse of the Year Show
- Sieger des King Cups in Hickstead